# Новоселля (Сланцевський район)
Новоселля (рос. Новоселье) — присілок у Сланцевському районі Ленінградської області Російської Федерації.
Населення становить 525 осіб. Належить до муніципального утворення Новосельське сільське поселення.

## Історія
Згідно із законом від 1 вересня 2004 року № 47-оз належить до муніципального утворення Новосельське сільське поселення.

## Населення
| 2007 | 2010 |
| ---- | ---- |
| 567  | ↘525 |